# Gau de Berlín
El Gau de Berlín (Gau Berlin) o Gau del Gran Berlín va ser una divisió administrativa de l'Alemanya nazi de 1928 a 1945 a l'anomenat Gran Berlín. Abans d'això, de 1928 a 1933, era la subdivisió regional del partit nazi en aquesta zona. De 1925 a 1928 havia format part del Gau de Berlín-Brandenburg.
El sistema nazi de Gau (en plural Gaue) va ser establert originalment en una conferència del partit, el 22 de maig de 1926, per tal de millorar l'administració de l'estructura del partit. A partir de 1933, després de la presa de poder nazi, els Gaue va reemplaçar cada vegada més als estats alemanys com a subdivisions administratives a Alemanya.
Al capdavant de cada Gau es va situar un Gauleiter, una posició cada vegada més poderosa, especialment després de l'esclat de la Segona Guerra Mundial, amb poca interferència des de dalt. El Gauleiter local sovint ocupava càrrecs governamentals i de partit, i s'encarregava, entre altres coses, de la propaganda i la vigilància i, a partir de setembre de 1944, el Volkssturm i la defensa de la Gau.
La posició de Gauleiter a Berlín va ser a càrrec de Joseph Goebbels al llarg de la història de la Gau. Goebbels, ministre de propaganda de Reich, va ser un dels seguidors més propers a Adolf Hitler i, juntament amb la seva família, es va suïcidar l'1 de maig de 1945.

## Gauleiter
- 1928-1945: Joseph Goebbels